# اپرای پاریس

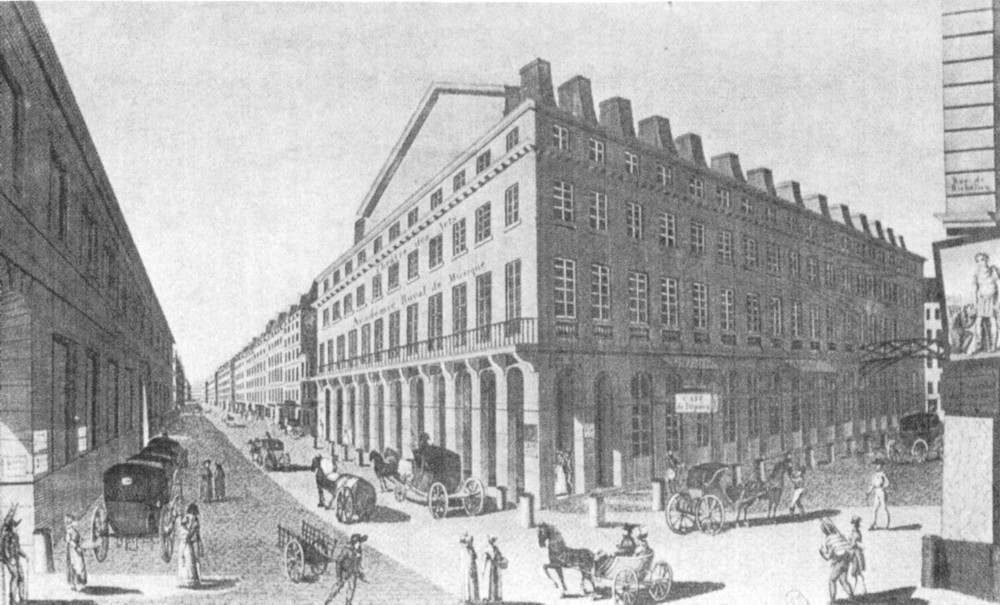
محل اصلی اپرای پاریس از سال ۱۷۹۴ تا ۱۸۲۰، تئاتر ملی خیابان للوآ

اپرای پاریس (به فرانسوی: Opéra de Paris) انجمن دولتی و اصلی اپرا و باله فرانسه است که از سال ۱۸۷۵ در محل اپرا گارنیه و از سال ۱۹۹۰ در اپرا بستی قرار دارد. در سال ۱۶۶۹ توسط لوئی چهاردهم با نام «آکادمی رویال موسیقی پاریس» ساخته شد و مدیریت آن را ژان-بتیست لولی به عهده گرفت. در سال ۱۹۷۸ به «تئاتر ملی اپرای پاریس» و در سال ۱۹۹۰ به «اپرای پاریس» تغییر عنوان داد.

## بناها
اپرای پاریس از بدو تأسیس تا کنون سیزده بار تغییر جایگاه داده‌است.

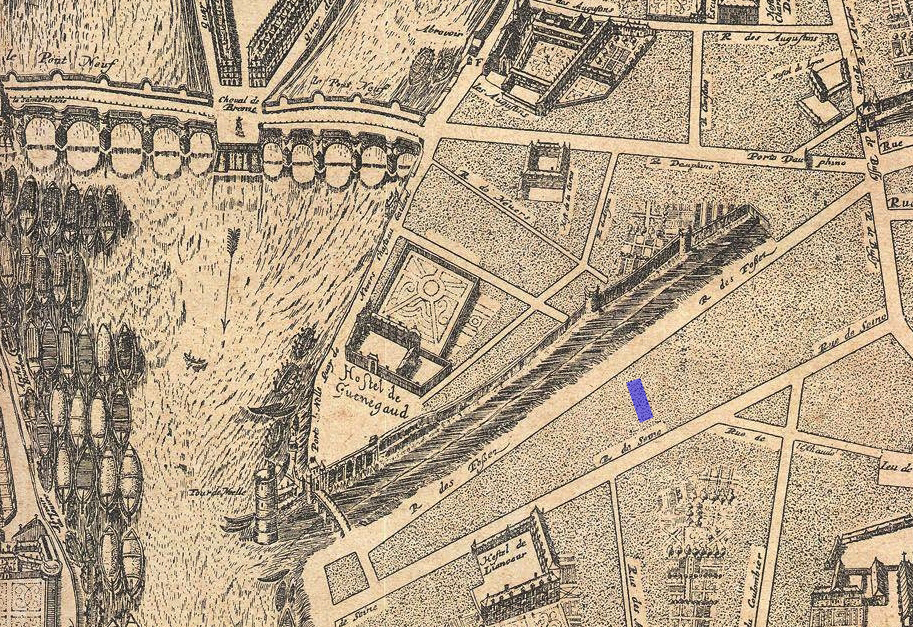
محل سالن اجرای از بین رفته دولابوتی (۱۶۷۱-۱۶۷۲)
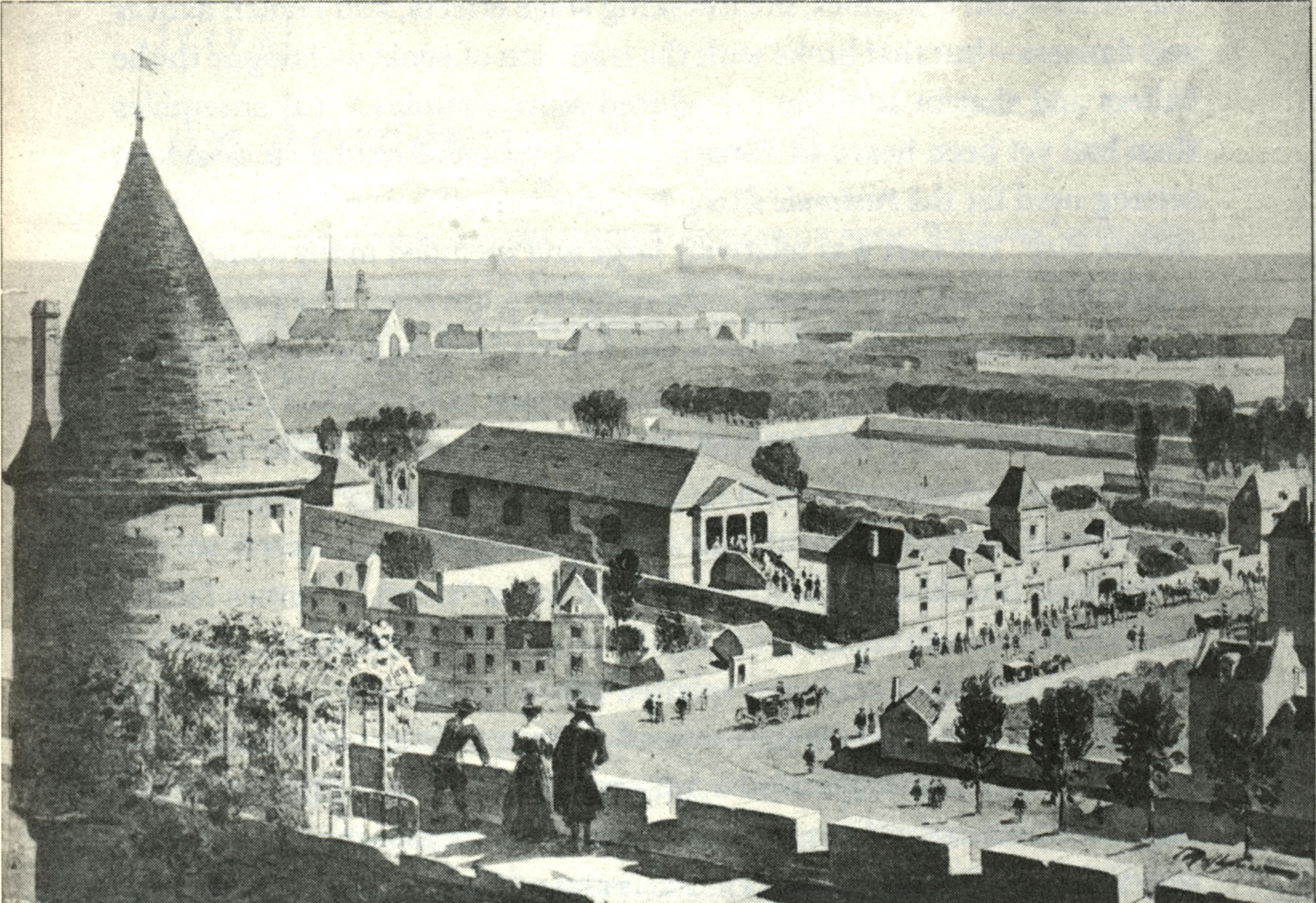
ساختمان از بین رفته دوبلق (۱۶۷۲-۱۶۷۳)
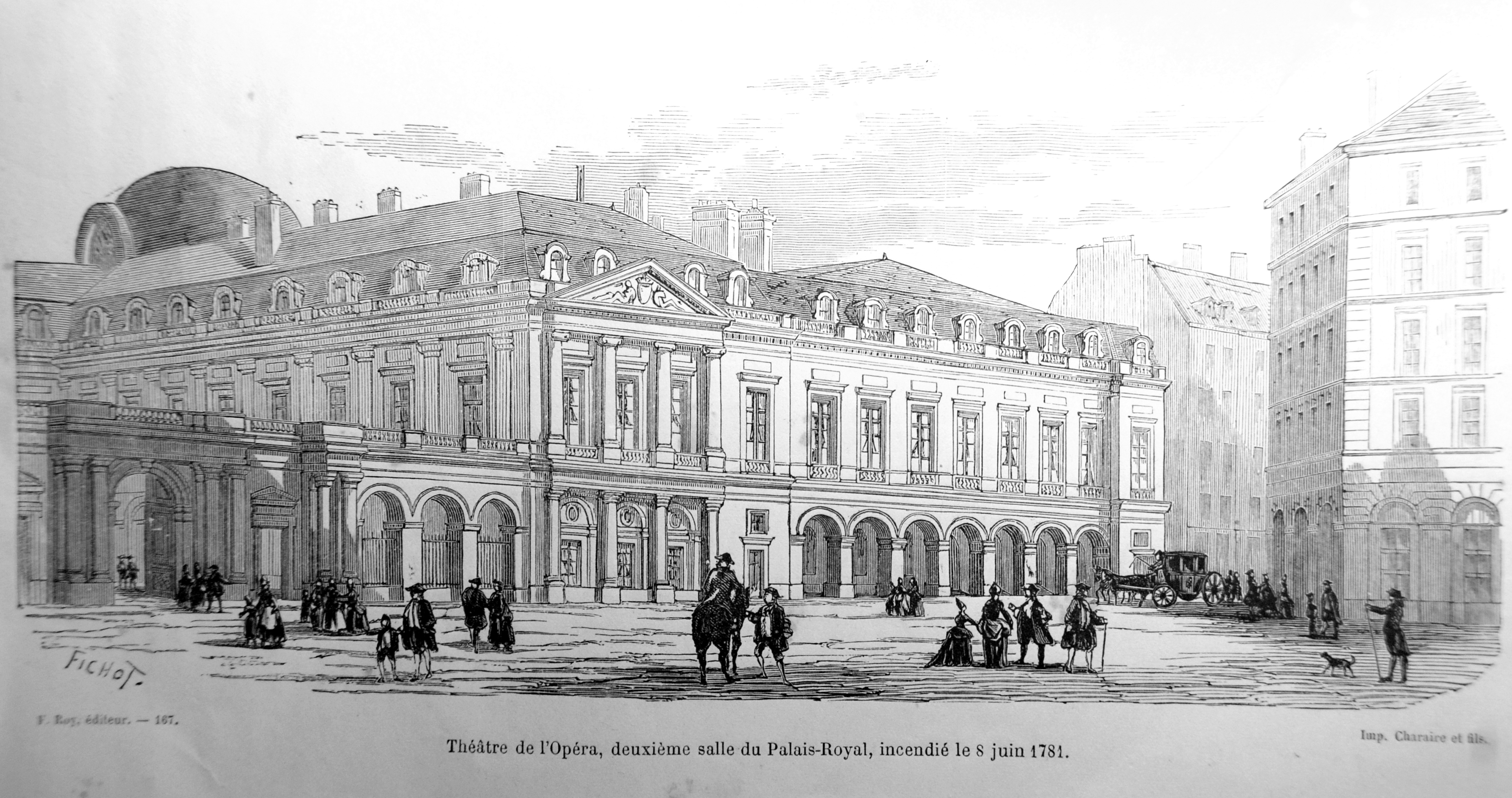
دومین تالار پله رویال (۱۷۷۰-۱۷۸۱)
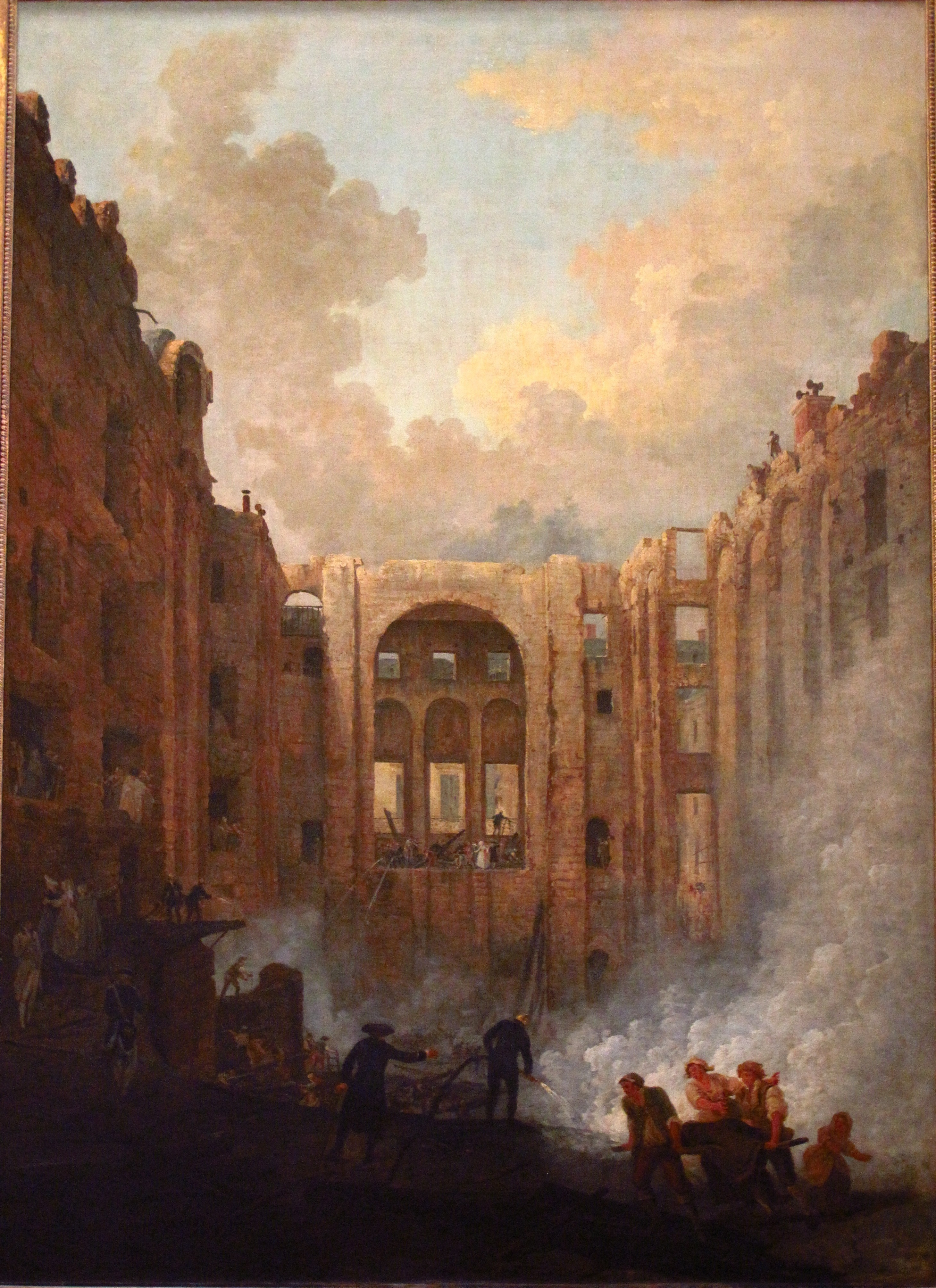
آتش سوزی دومین سالن پله رویال (۱۷۸۱)
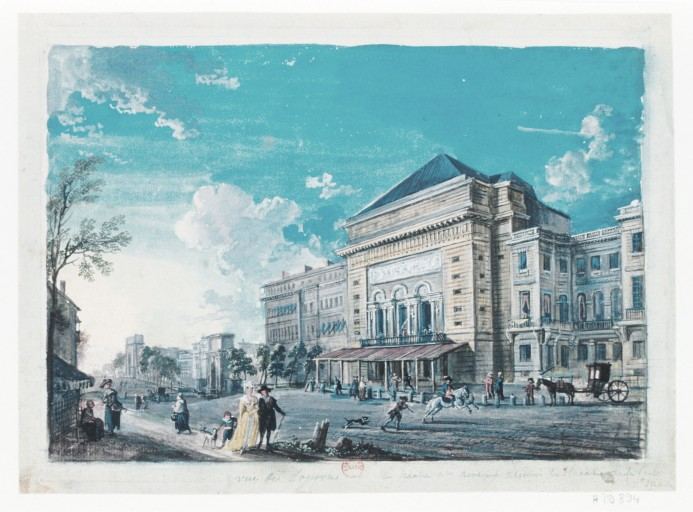
تئاتر پورت-سنت-مارتین (آکادمی سلطنتی موسیقی) حدود ۱۷۹۰
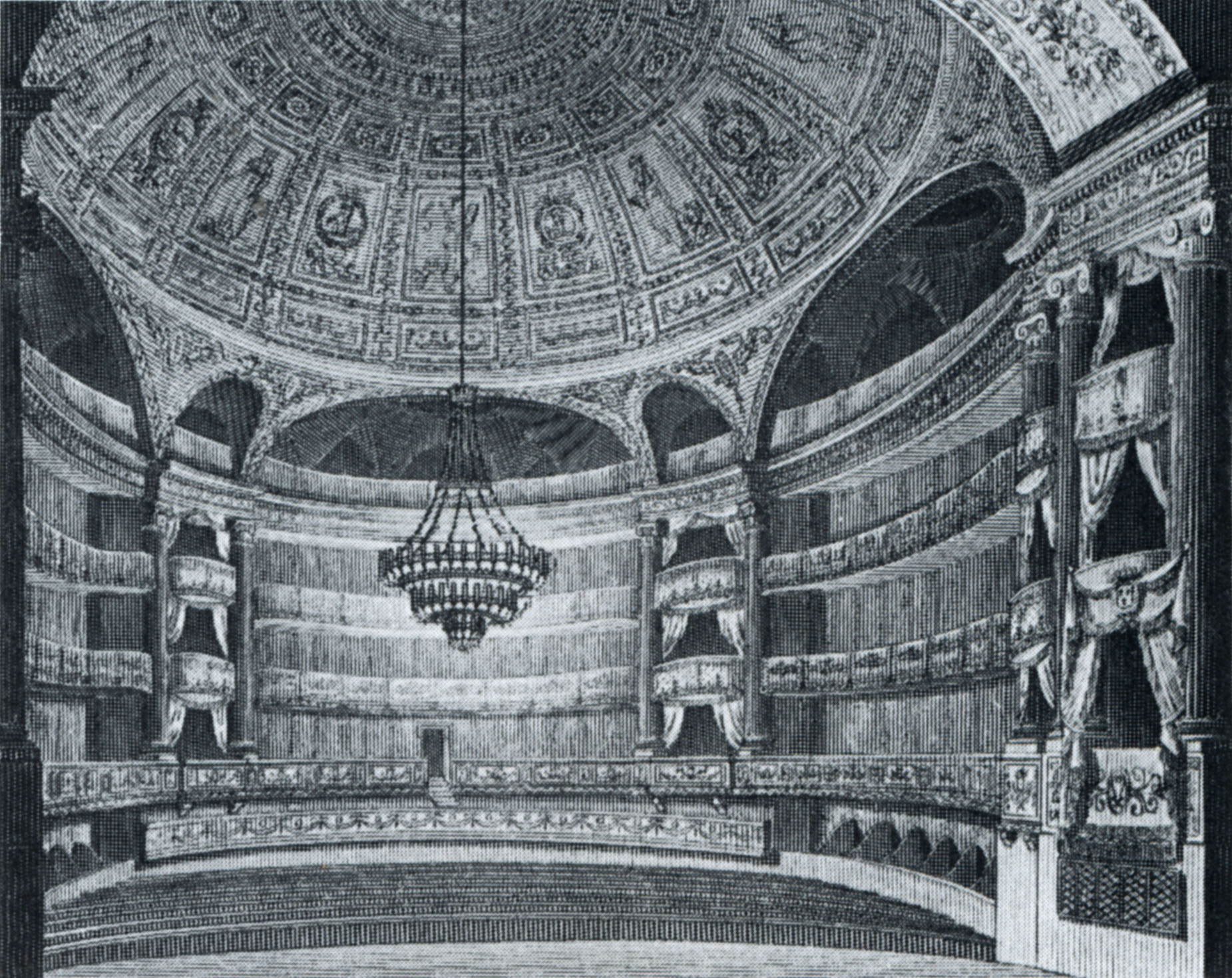
تالار بزرگ تئاتر فنون حدود ۱۷۹۴
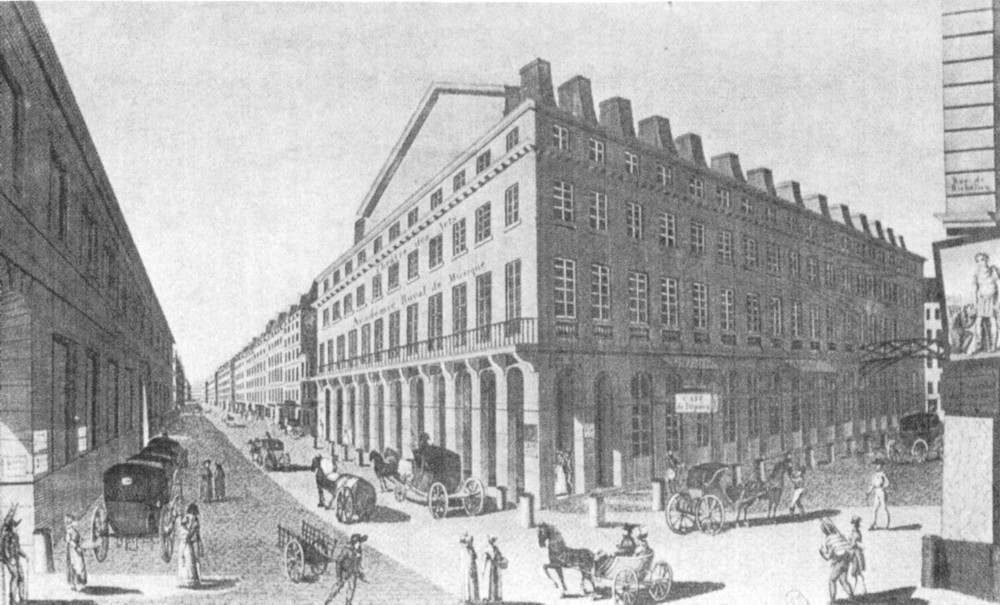
اپرای خیابان ریشلیو (۱۷۹۴-۱۸۲۰)
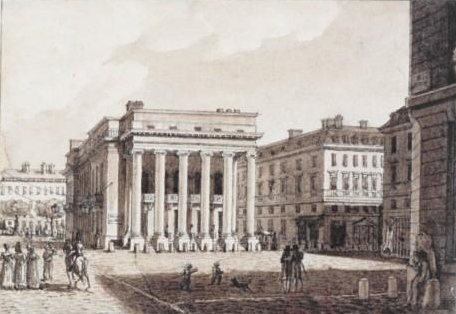
تئاتر ملی اپرا-کمیک در ۱۸۲۰ توسط کریستوف سیوتون
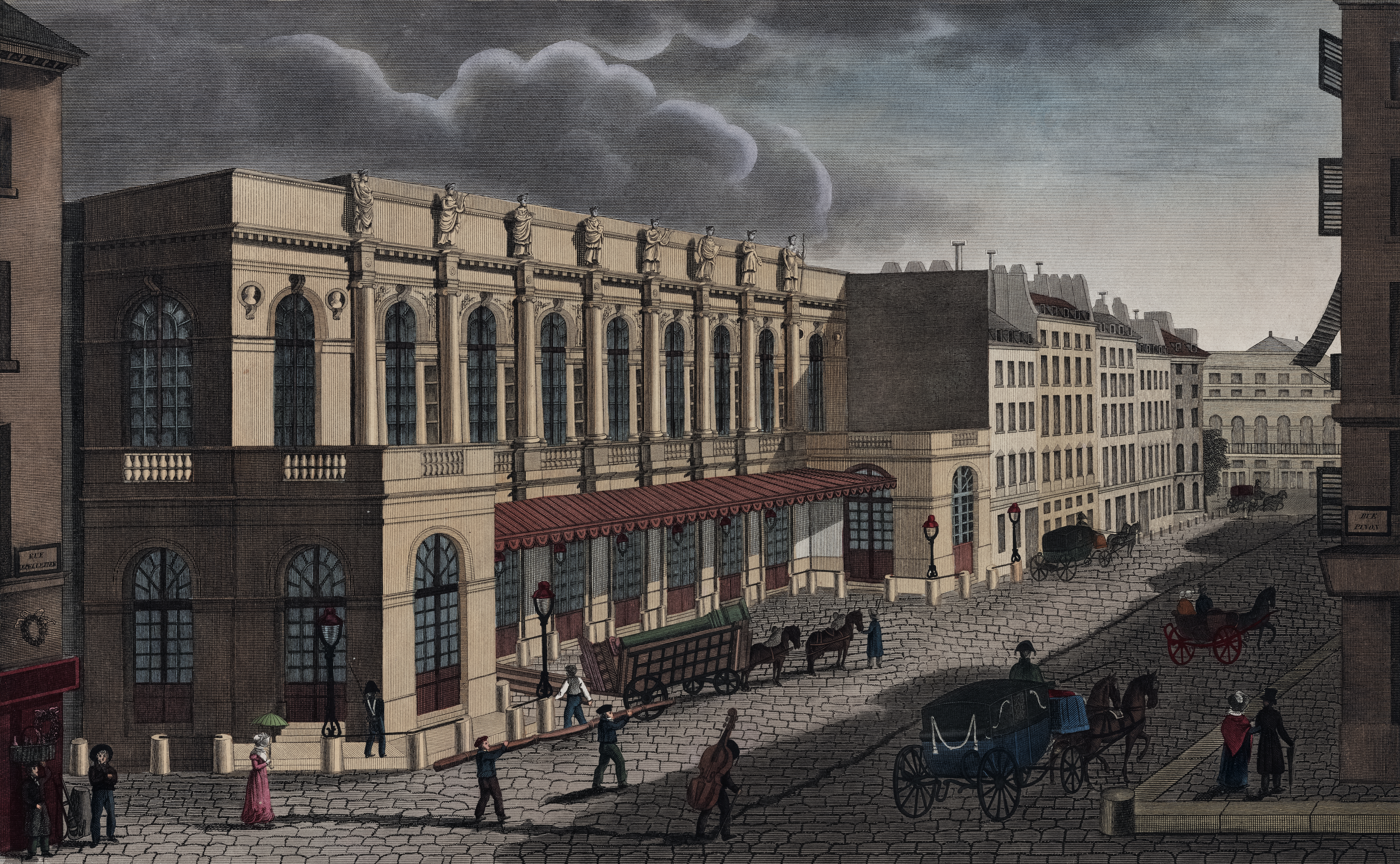
اپرا لوپلوتیه (سالن تئاتر مجلل اپرا) حدود ۱۸۲۱
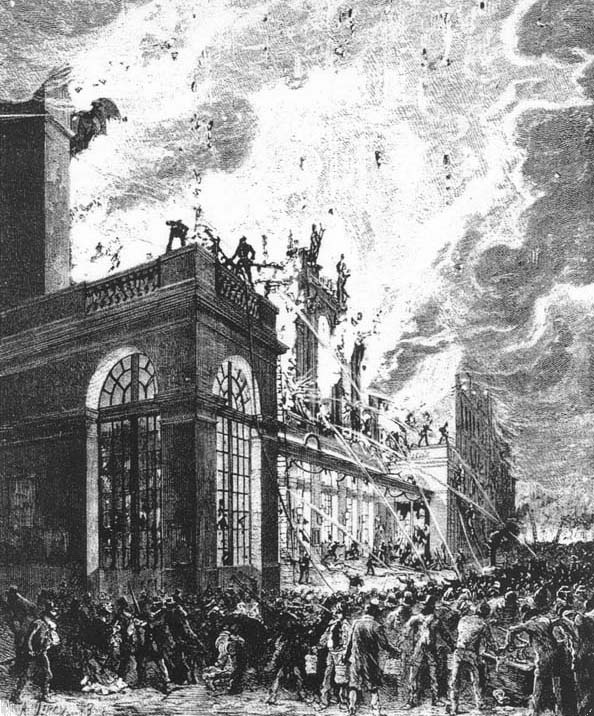
آتش‌سوزی اپرا لوپلوتیه در ۱۸۷۳
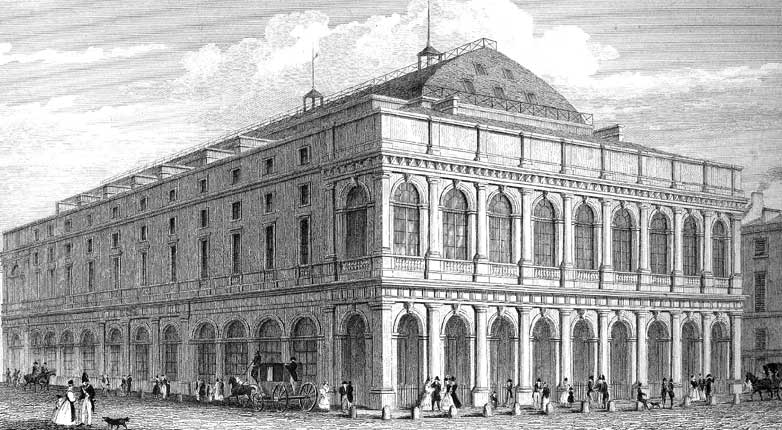
تالار وانتدور حدود ۱۸۳۰
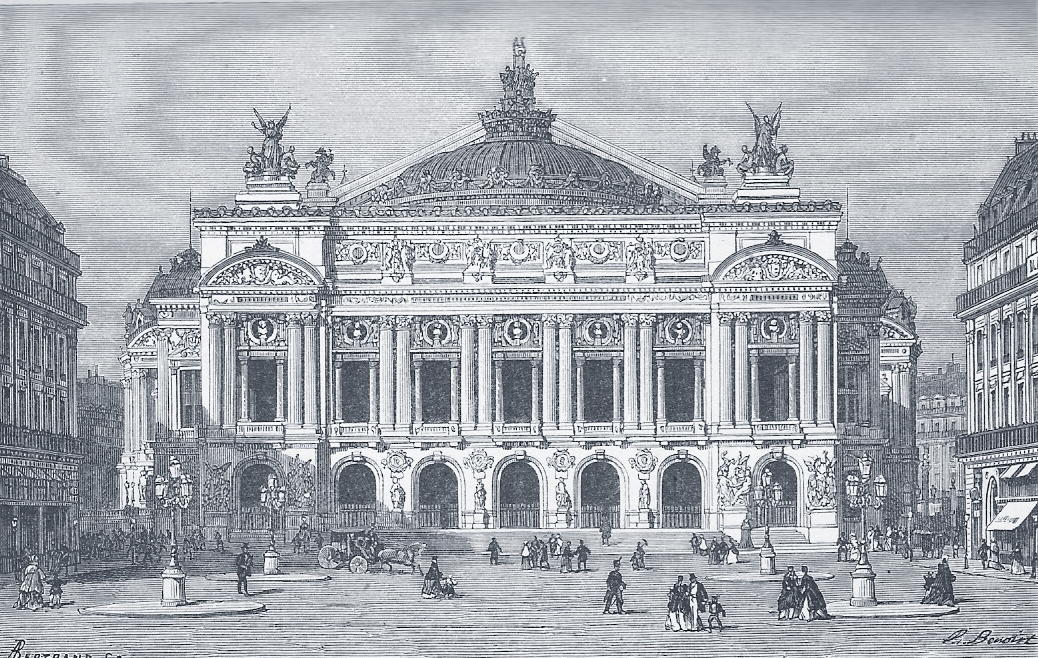
اپرا گارنیه در ۱۸۷۵
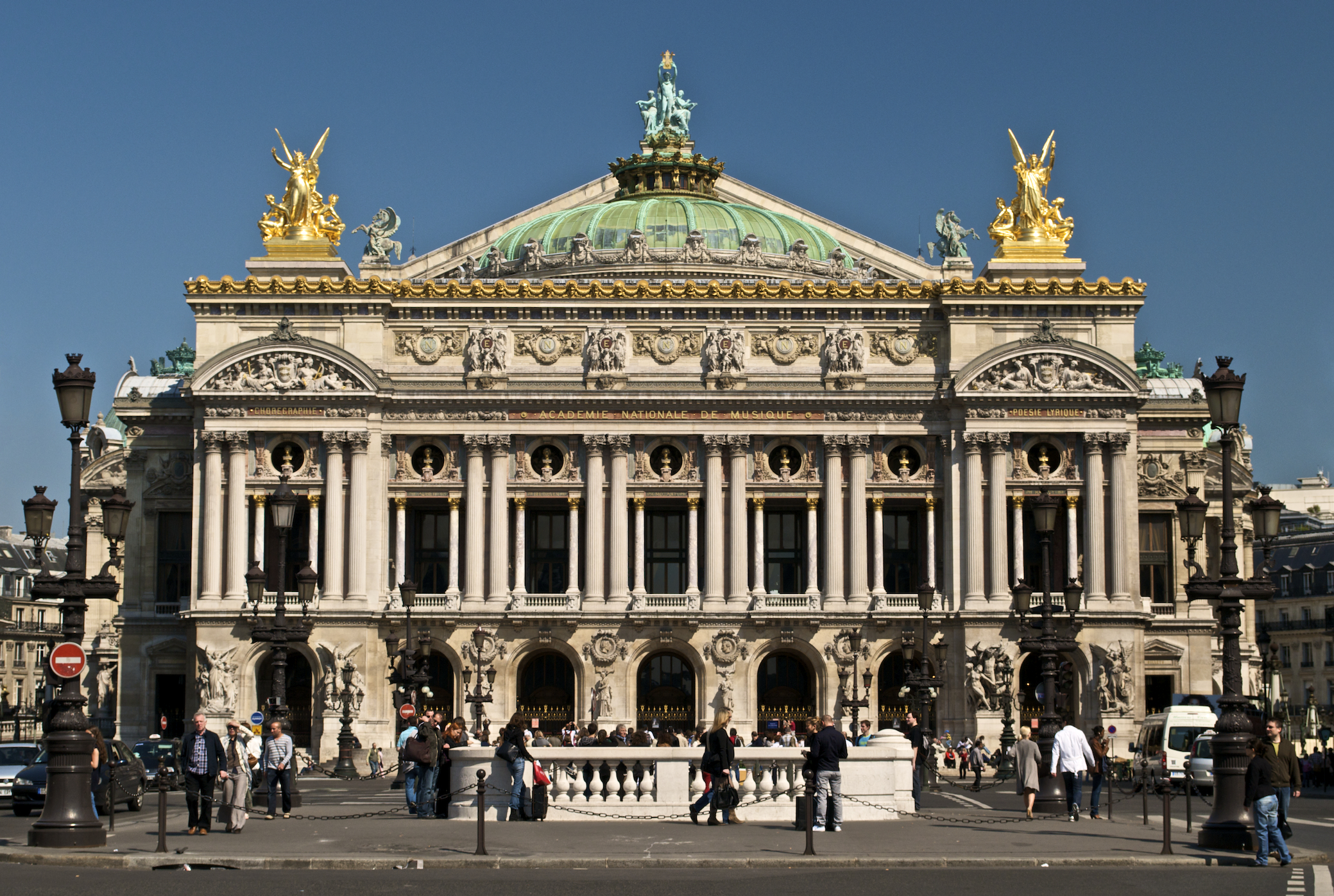
اپرا گارنیه در ۲۰۰۹

## مدیران
مدیران موسیقی و مدیران رقص اپرای پاریس از بدو تأسیس

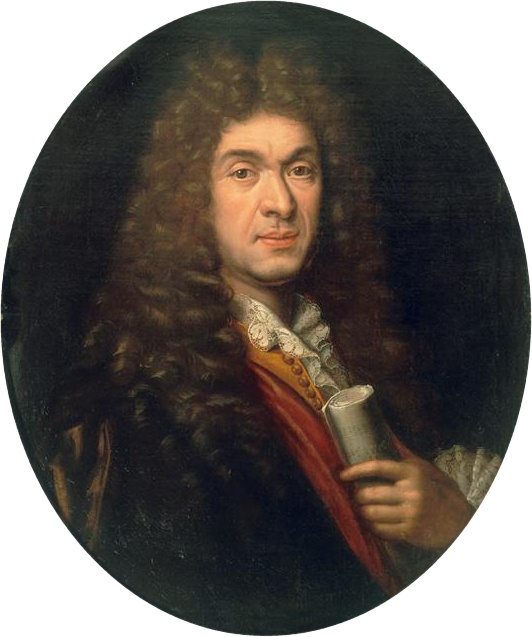
ژان-بتیست لولی (از ۱۶۷۲ تا ۱۶۸۶)
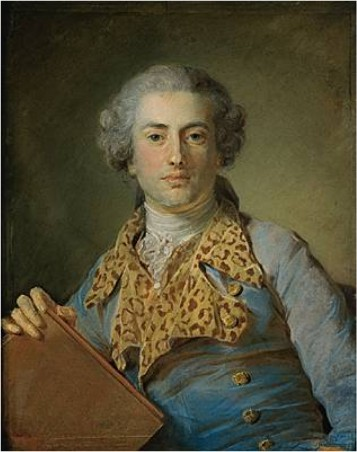
ژان-ژرژ نوور (از ۱۷۷۶ تا ۱۷۸۱)
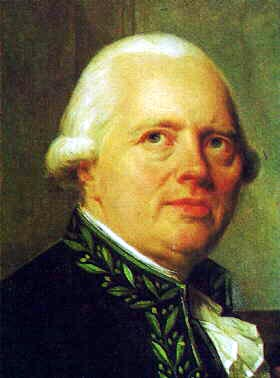
فرانسوا-ژوزف گوسک (از ۱۷۸۰ تا ۱۷۸۶)
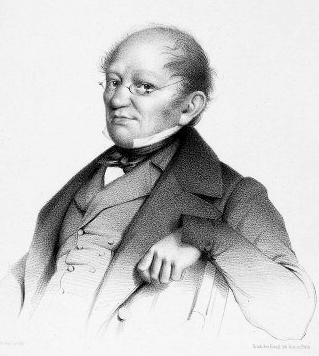
فرانسوا-آنتوان ابونک (از ۱۸۲۱ تا ۱۸۲۳)
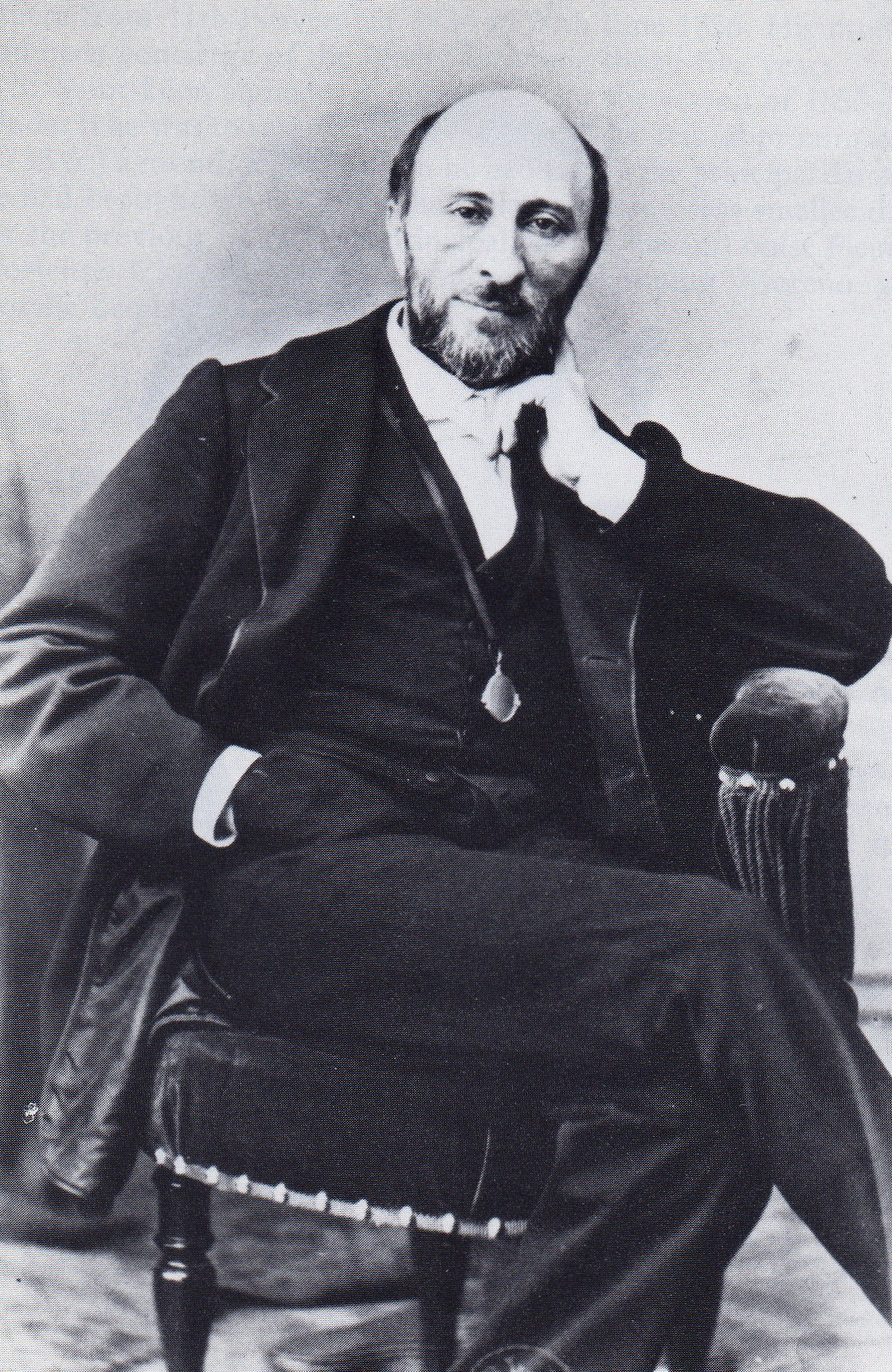
آرتور سن-لئون (از ۱۸۵۰ تا ۱۸۵۱)
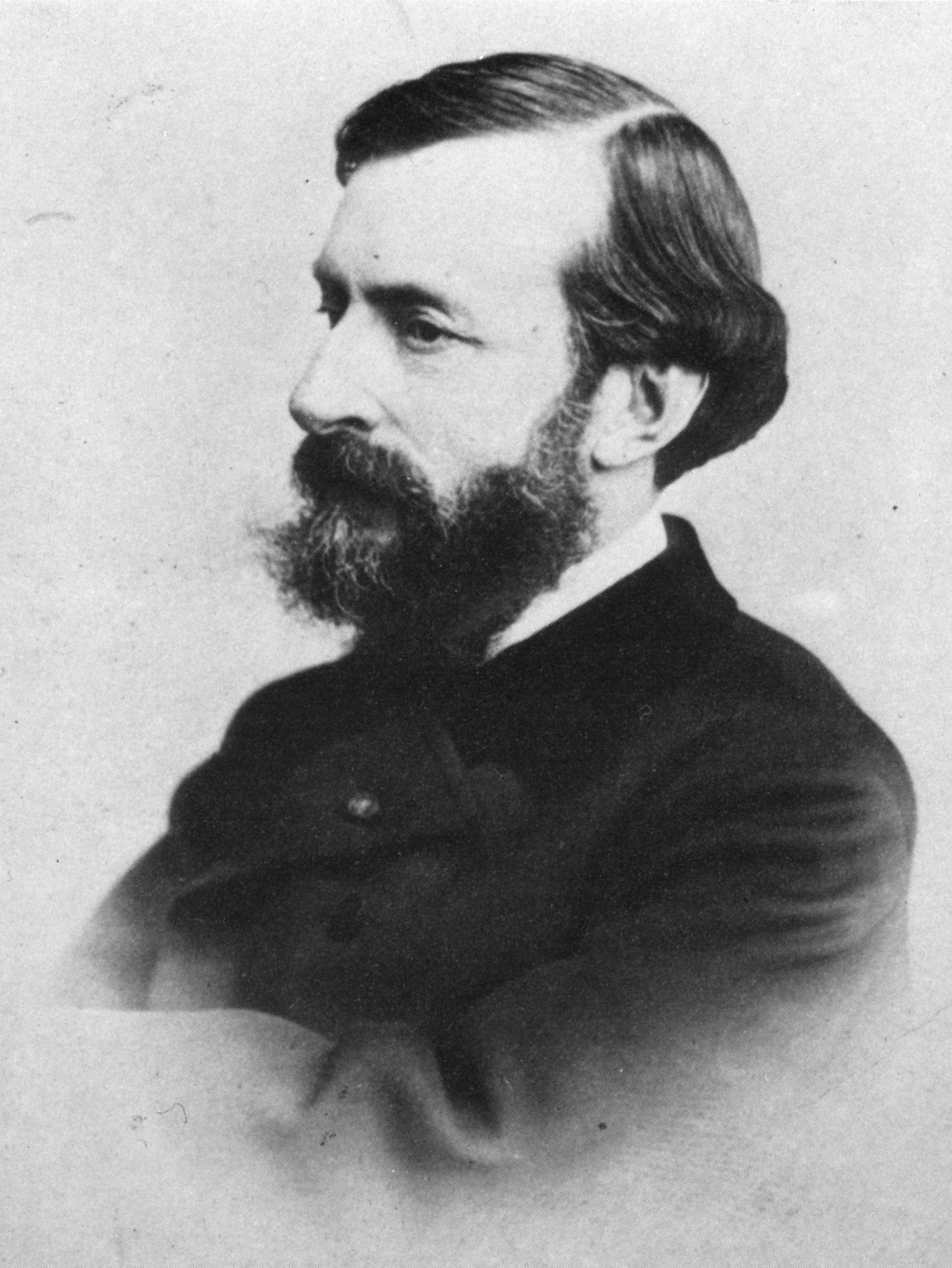
امیل پرن (از ۱۸۶۲ تا ۱۸۶۹)
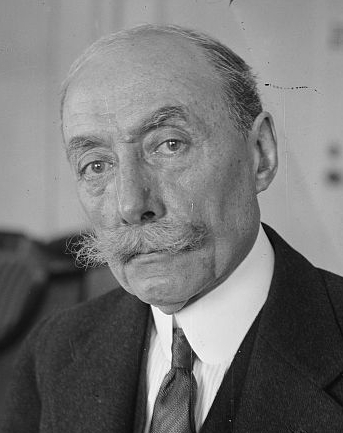
آندره مسژه (از ۱۹۰۸ تا ۱۹۱۵)
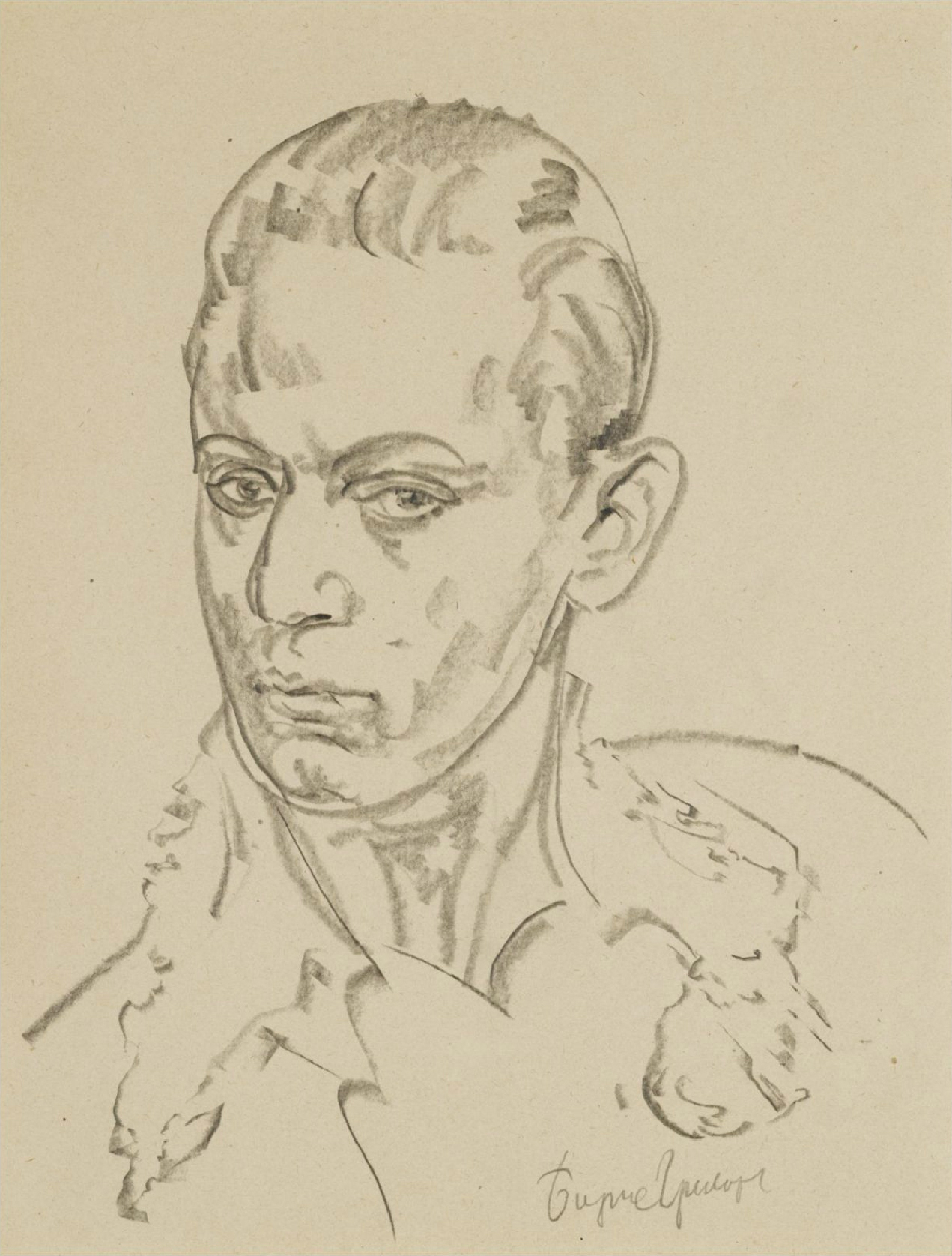
سرژ لیفار (از ۱۹۳۹ تا ۱۹۵۷)
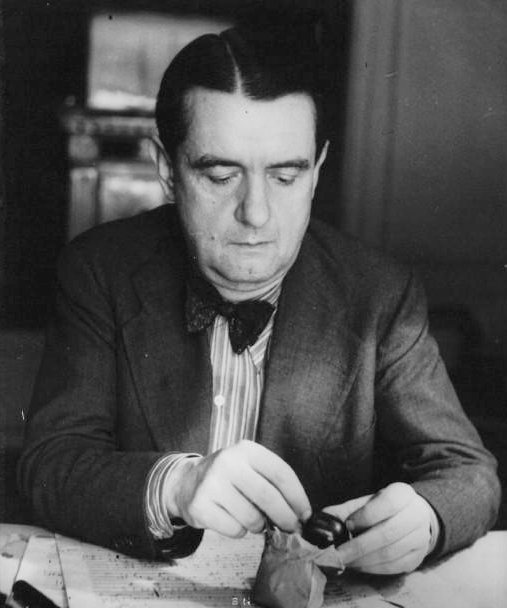
ژرژ اوریک (از ۱۹۶۲ تا ۱۹۶۷)
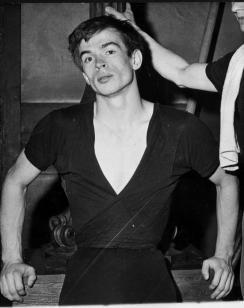
رودلف نوریف (از ۱۹۸۳ تا ۱۹۸۸)